# Liste der Baudenkmäler in Coburg/T
Dieser Teil der Liste der Denkmäler in Coburg beschreibt die denkmalgeschützten Objekte des folgenden Coburger Platzes:

## Theaterplatz
| Adresse             | Beschreibung | Foto |
| ------------------- | --- | ---- |
| Theaterplatz (Lage) | Seit dem Jahr 1875 wird der Platz westlich vom damaligen Hoftheater als Theaterplatz bezeichnet. Die Schleifung der Stadtmauer und das Auffüllen des Stadtgrabens im Jahr 1815 hatte im Rahmen des Theaterbaus von 1840 den Platz ergeben. Im Jahr 2007 wurde der Theaterplatz zum Bus-Rendezvous-Platz umgebaut, wozu ein Teil des Josias-Gartens geopfert wurde. Das Ensemble wird auf der nordöstlichen Seite durch das Landestheater und den Josias-Garten mit dem Bürglaß-Schlösschen begrenzt. Der angrenzende Gemüsemarkt ist durch eine schlichte Bebauung gekennzeichnet. Einen markanten Abschluss bildet auf der westlichen Seite das Bankgebäude der ehemaligen Coburger Bank. |      |

| Adresse Bezeichnung Akten-Nr.                                           | Beschreibung | Foto |
| ----------------------------------------------------------------------- | --- | ---- |
| Theaterplatz (Standort) Denkmal D-4-63-000-532                          | Am nördlichen Ende des Theaterplatzes steht ein Denkmal des Feldherrn Prinz Friedrich Josias aus dem Jahr 1911, das der Coburger Bildhauer August Sommer entwarf. Denkmal und Sockel wurden in den 1950er Jahren nach Norden an den Rand des zum Bürglaß-Schlösschen gehörenden Gartens (Josias-Garten) versetzt und dabei etwas gedreht. Im Zuge des Platzumbaus 2007 wurden Denkmal und Sockel restauriert und am ursprünglichen Standort wieder aufgestellt. |      |
| Theaterplatz (Standort) Grenzstein mit Mohrenkopf D-4-63-000-533        | Der Grenzstein mit einem Mohrenkopf und der Jahreszahl 1869 ist in einer Stützmauer eingelassen. Er stand wohl auf dem Eckardtsberg, an der Gemarkungsgrenze zu Seidmannsdorf. |      |
| Theaterplatz (Standort) Mohrenkopfrelief D-4-63-000-534                 | Das Mohrenkopfrelief, um 1705, stammt von der ehemaligen Hahnflussbrücke. Es ist in einer Stützmauer eingelassen. |      |
| Theaterplatz 1 (Standort)                                               | (Das dreigeschossige Eckhaus am Salzmarkt besteht in seinem Kern aus einem unterkellerten zweigeschossigen Gebäude, das vor 1730 errichtet wurde. 1844 folgte für den Kaufmann Ernst Wilhelm Mevius ein umfangreicher Umbau zu einem klassizistischen Wohnhaus. 1905 kam es zu einem Ladeneinbau im Erdgeschoss für den Schuhmachermeister Ernst Kuckuck. 1928 wurde der Laden erweitert und ein zweiter eingerichtet, 1994 das Dach ausgebaut. Das Satteldachhaus weist an seiner Traufseite am Theaterplatz eine siebenachsige Fassade auf, die in der Mitte über dem Hauseingang einen dreiachsigen Mittelrisalit mit einem Zwerchhaus und einem flachen Dreiecksgiebel besitzt. Die Fenster sind schmal und hoch. Zur optischen Trennung von Erd- und Obergeschoss ist ein Gesimsband vorhanden.) Das Gebäude wird in der Liste vom 30. Oktober 2013 nicht mehr geführt.                                                                                       |      |
| Theaterplatz 4a (Standort) Wohn- und Geschäftshaus D-4-63-000-528       | Das viergeschossige Eckhaus an der Kleinen Johannisgasse wurde 1732 im spätklassizistischen Stil für den Sekretär Johann Martin Sommer gebaut. 1862 folgte im Erdgeschoss der Einbau stichbogiger Fenster und 1871 der Dachgeschossausbau. 1875 kam es zur Neuanordnung des Hauseingangs von der Kleinen Johannisgasse zum Theaterplatz und Einrichtung eines Eckladens. 1905 wurde für den Hoflieferanten Ludwig Oertel der Eckladen in eine Weinstube umgebaut, die seit 1949 Künstlerklause heißt. Das repräsentative Walmdachhaus weist am Theaterplatz eine achtachsige Fassade auf, die in der Mitte einen zweiachsigen Mittelrisalit mit einem dreiachsigen Zwerchhaus besitzt. Gesimsbänder sind oberhalb vom Erdgeschoss und unterhalb vom dritten Obergeschoss vorhanden. Der dreigeschossige Eckerker mit Blickrichtung Schlossplatz ist umfangreich dekoriert, unter anderem auf den Brüstungen mit Darstellungen von Diana und Venus auf der Muschel. |      |
| Theaterplatz 6 (Standort) Wohn- und Geschäftshaus D-4-63-000-529        | Das dreigeschossige Wohn- und Gasthaus besteht in seinem Kern aus einem unterkellerten dreigeschossigen Gebäude aus dem 17. Jahrhundert. Es folgten 1794 neuklassizistische Änderungen und 1904 ein umfangreicher Umbau für den Tünchermeister Heinrich Schnetter. Dabei wurden unter anderem das Hauseingangsportal verlegt und das Erdgeschoss neu gestaltet. 1912 wurde das Erdgeschoss zu einer Gaststätte umgebaut und der Keller erweitert. Das sechsachsige Traufseithaus weist ein Satteldach auf, das in der Straßenfront mittig ein zweiachsiges Zwerchhaus und beidseitig je eine Dachgaube besitzt. Die Fassade, eine verputzte Fachwerkkonstruktion in den Obergeschossen und massiv im Erdgeschoss. |      |
| Theaterplatz 7 (Standort) Wohn- und Gasthaus D-4-63-000-530             | Das dreigeschossige Wohn- und Gasthaus besteht in seinem Kern aus einem unterkellerten dreigeschossigen Gebäude, das vor 1730 errichtet wurde. 1911 folgte für den Restaurator Theobald Höhn ein umfangreicher Umbau durch August Eckardt. Dabei wurden unter anderem das Treppenhaus verlegt, das Erdgeschoss komplett neu gestaltet und das Dachgeschoss ausgebaut. Das Traufseithaus bestand ursprünglich aus zwei Häusern, die vereinigt wurden. Die linke Hälfte ist gekennzeichnet durch vier Fensterachsen und zwei Dachgauben, der rechte Teil ist dreiachsig und weist oben ein Zwerchhaus auf. Die Fassade, eine verputzte Fachwerkkonstruktion in den Obergeschossen und massiv im Erdgeschoss, ist durch die Fensteranordnung und Brüstungsgesime horizontal strukturiert. |      |
| Theaterplatz 10/11 (Standort) Bankgebäude, Coburger Bank D-4-63-000-531 | Das Bankgebäude wurde 1916 nach Plänen der Chemnitzer Architekten Alfred Zapp und Erich Basarke für die Vereinsbank Coburg errichtet. Entsprechend einer Tradition bei Bankgebäuden prägen ionische Säulen, sechs Stück mit dreiviertel Länge der Gebäudehöhe und auf hohen Postamenten angeordnet, das neuklassizistische Walmdachhaus. Oberhalb der Säulen liegt ein Attikageschoss mit kleinen Fenstern. Das abschließende Dach weist eine dreiachsige Gaube mit halbrunden Fenstern und geradem Abschluss auf. |      |